# Oosterhout

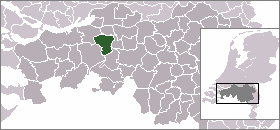
läge i Noord-Brabant

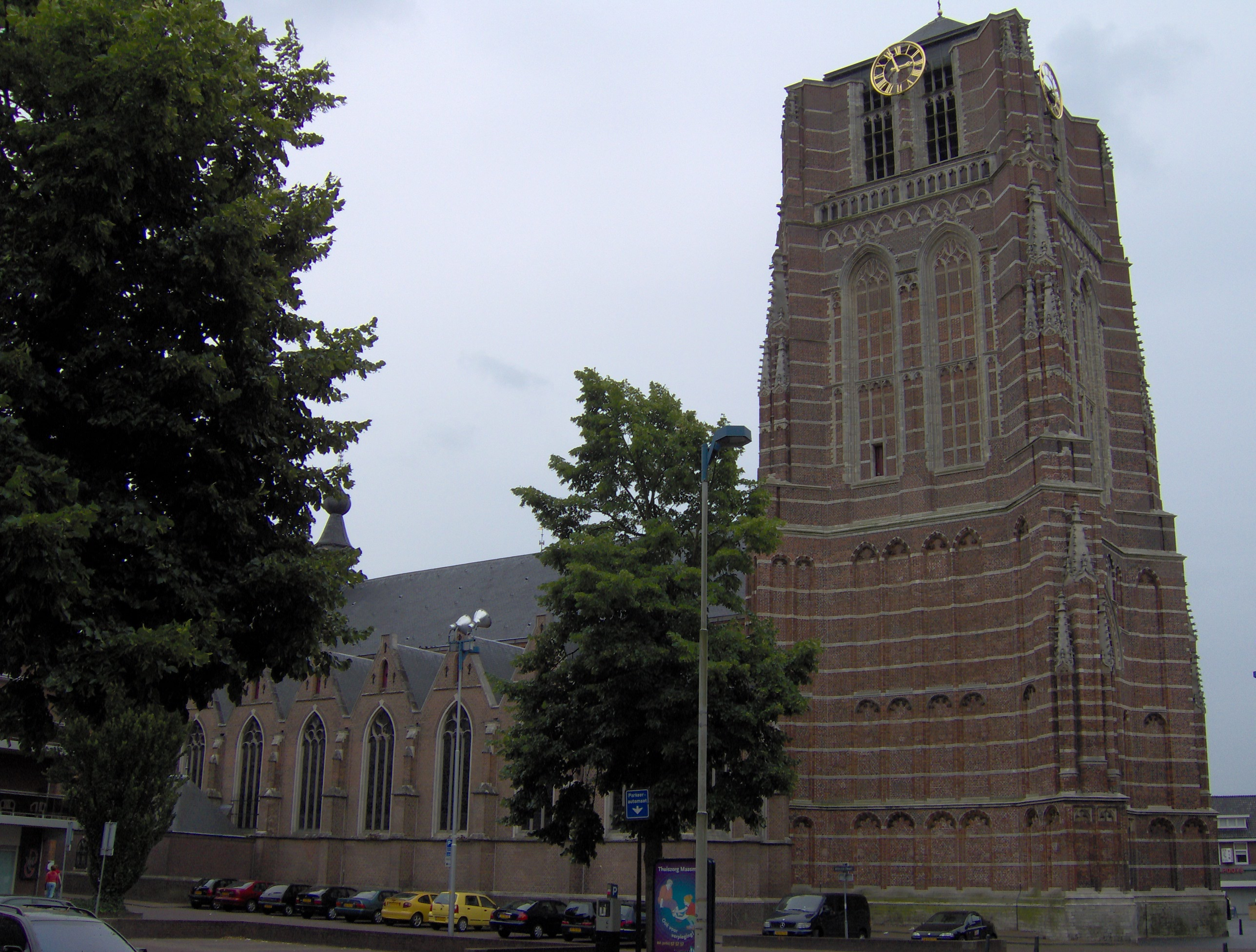
gotisk kyrka

Oosterhout är en kommun i provinsen Noord-Brabant i Nederländerna. Kommunens totala area är 73,09 km² (där 1,50 km² är vatten) och invånarantalet är 53 989 invånare (1 januari 2012).